# Ketschenbach
Ketschenbach ist ein Stadtteil der oberfränkischen Stadt Neustadt bei Coburg im Landkreis Coburg.

## Lage
Ketschenbach liegt auf den westlichen Höhen des Neustadter Kessels, etwa zwei Kilometer von Neustadt entfernt. Durch den Ort führt der Schleifgraben, ein Zufluss der Röden, und eine Gemeindestraße, die Neustadt mit dem Bergdorf Höhn verbindet.

## Geschichte
Ketschenbach wurde 1317 erstmals im Urbarium, einer Auflistung von Besitzungen der Henneberger beim Erwerb der Neuen Herrschaft, als Keyzchenbach urkundlich erwähnt. Es gab damals in dem Ort 13 Güter und eine Mühle.
Im Herrschaftsbereich der Henneberger liegend kam Ketschenbach 1353 mit dem Coburger Land im Erbgang zu den Wettinern und war somit ab 1485 Teil des Kurfürstentums Sachsen, aus dem später das Herzogtum Sachsen-Coburg hervorging.
Die Herren des Rittergutes hatten die Dorfherrschaft inne. Für 1497 ist das Adelsgeschlecht derer von Staffelstein belegt, die es 1551 zusammen mit einem Schloss an Mathes von Rosenau veräußerten. Im Jahr 1713 kaufte der Hauptmann Volrath Tiemann von Rauchhaupt das Schloss und Gut Ketschenbach von seinem Schwager Johann Christian von Rosenau. In der ersten Hälfte des 19. Jahrhunderts verkaufte die Familie von Rauchhaupt das hochverschuldete Gut. Das Schloss, ein großes eingeschossiges, steinernes Haus wurde 1886 durch ein Feuer zerstört und nicht mehr aufgebaut.
Nach dem Dreißigjährigen Krieg lagen vier Bauern- und vier Söldengüter wüst. Die verbliebenen fünf Bauerngüter waren nur noch wenig ertragreich.
Die Ketschenbacher Kinder gingen bis 1780 in Neustadt zur Schule und danach in Haarbrücken. Ab 1839 war der Unterricht in Thann im dortigen Gemeindehaus und ab 1862 im neuen Schulhaus. Am 15. Oktober 1896 wurde eine eigene Schule mit einer Klasse auf dem ehemaligen Schlossgrundstück eingeweiht. Ein Neubau im Flurbereich Gartenfeld für 375.000 DM folgte 1964. Im Jahr 1984 wurde die Schule geschlossen. Seit 1990 wird das Gebäude als Kindergarten genutzt.
In einer Volksbefragung am 30. November 1919 stimmten sechs Ketschenbacher Bürger für den Beitritt des Freistaates Coburg zum thüringischen Staat und 45 dagegen. Somit gehörte ab dem 1. Juli 1920 auch Ketschenbach zum Freistaat Bayern.
Im Ersten Weltkrieg verloren 12 und im Zweiten Weltkrieg 38 Ketschenbacher Soldaten ihr Leben. Ein Denkmal steht an der Straße nach Höhn.
Die Bautätigkeiten lagen ab den 1960er Jahren unter anderem in dem 4,272 Hektar großen Gebiet Ziegenmüßäcker, wo bis 1976 37 Ein- und Mehrfamilienhäuser entstanden und auf dem Gebiet Am Brändlein, wo in den 1990er Jahren auf 6,7 Hektar 55 Häuser geplant waren. Insgesamt wurden bis Ende der 1970er Jahre 120 Wohngebäude errichtet.
Seit 1964 gehört Ketschenbach zur neu gegründeten evangelisch-lutherischen Kirchengemeinde Haarbrücken.
Nach einer Bürgerbefragung wurde Ketschenbach am 1. Januar 1972 ein Stadtteil Neustadts.
Die Trinkwasserversorgung erfolgte früher durch Hausbrunnen sowie Pump-, Lauf- und Schöpfbrunnen. Nach dem 27. Dezember 1970 waren alle Anwesen an das Trinkwassernetz der Stadtwerke Neustadt angeschlossen. Stromlieferant war ab 1926 das Coburger Überlandwerk. Am 1. Dezember 1975 übernahmen die Stadtwerke Neustadt die Stromversorgung.

## Einwohnerentwicklung
| Jahr | Einwohnerzahl |
| ---- | ------------- |
| 1910 | 244           |
| 1933 | 294           |
| 1939 | 303           |
| 1950 | 423           |
| 1970 | 590           |
| 1987 | 682           |
| 2013 | 779           |
| 2020 | 774           |